# Dayton, Tennessee
Dayton este un oraș și sediul comitatului Rhea din statul Tennessee, Statele Unite ale Americii.  Conform recensămâtului Statelor Unite din anul 2000, orașulm avea 6.180 de locuitori.